# Jan Szmelter
Jan Szmelter (ur. 1920 w Bydgoszczy, zm. 20 października 1978) – polski naukowiec i pedagog w dziedzinie mechaniki technicznej i metod obliczeń numerycznych, profesor Politechniki Łódzkiej.

## Życiorys
W 1946 roku po ukończeniu studiów na Wydziale Mechanicznym Politechniki Łódzkiej otrzymał dyplom magistra inżyniera. W roku 1950 uzyskał stopień doktora. W latach 1948–1966 pracował w Politechnice Łódzkiej; w latach 1948–1952 w Katedrze Wytrzymałości Materiałów na Wydziale Mechanicznym, a od 1953 roku kierował Katedrą Mechaniki Technicznej na Wydziale Włókienniczym. W 1954 roku uzyskał tytuł naukowy profesora nadzwyczajnego, a w 1965 roku profesora zwyczajnego. W latach 1952–1953 oraz 1962–1964 był dziekanem Wydziału Włókienniczego PŁ.
Dziedziną jego działalności naukowej była mechanika teoretyczna i stosowana, a zwłaszcza metody numeryczne w mechanice i różnych problemach technicznych. Autor około 50 publikacji w czasopismach naukowych oraz 20 monografii i podręczników. Z monografii należy wyróżnić prace na temat programów metod elementów skończonych, metody elementów skończonych w statyce konstrukcji oraz metod komputerowych w mechanice. Był promotorem 21 prac doktorskich.
Był twórcą polskiej szkoły obliczeń za pomocą elektronicznych maszyn cyfrowych oraz twórcą i organizatorem ośrodka obliczeniowego w Katedrze Mechaniki Technicznej Politechniki Łódzkiej, pierwszego na terenie Łodzi i jednego z pierwszych w Polsce.
W latach 1966–1978 pracował w Wojskowej Akademii Technicznej, będąc kierownikiem Katedry Mechaniki Technicznej i Wytrzymałości Materiałów, gdzie kontynuował działalność w zakresie zastosowań metod numerycznych. Stworzył system komputerowy WAT–KM, przy użyciu którego przeprowadzono pionierskie obliczenia wytrzymałościowe wielu konstrukcji na potrzeby przemysłu, budownictwa, górnictwa i wojska stosując metody elementów skończonych.
Czynnie działał w Komitecie Mechaniki PAN, Komitecie Budowy Maszyn PAN oraz Polskim Towarzystwie Mechaniki Teoretycznej i Stosowanej, którego był członkiem założycielem i przez cztery kadencje przewodniczącym Oddziału Łódzkiego.
Uhonorowany tytułem „Zasłużony Nauczyciel PRL”, odznaczony Krzyżem Kawalerskim Orderu Odrodzenia Polski, Medalami „Za zasługi dla obronności kraju”, a także Złotą Odznaką PTTK „Przyjaciel Młodzieży”. W 1964 w uznaniu zasług dla rozwoju miasta wyróżniony Honorową Odznaką Miasta Łodzi.